# Hafsåsen

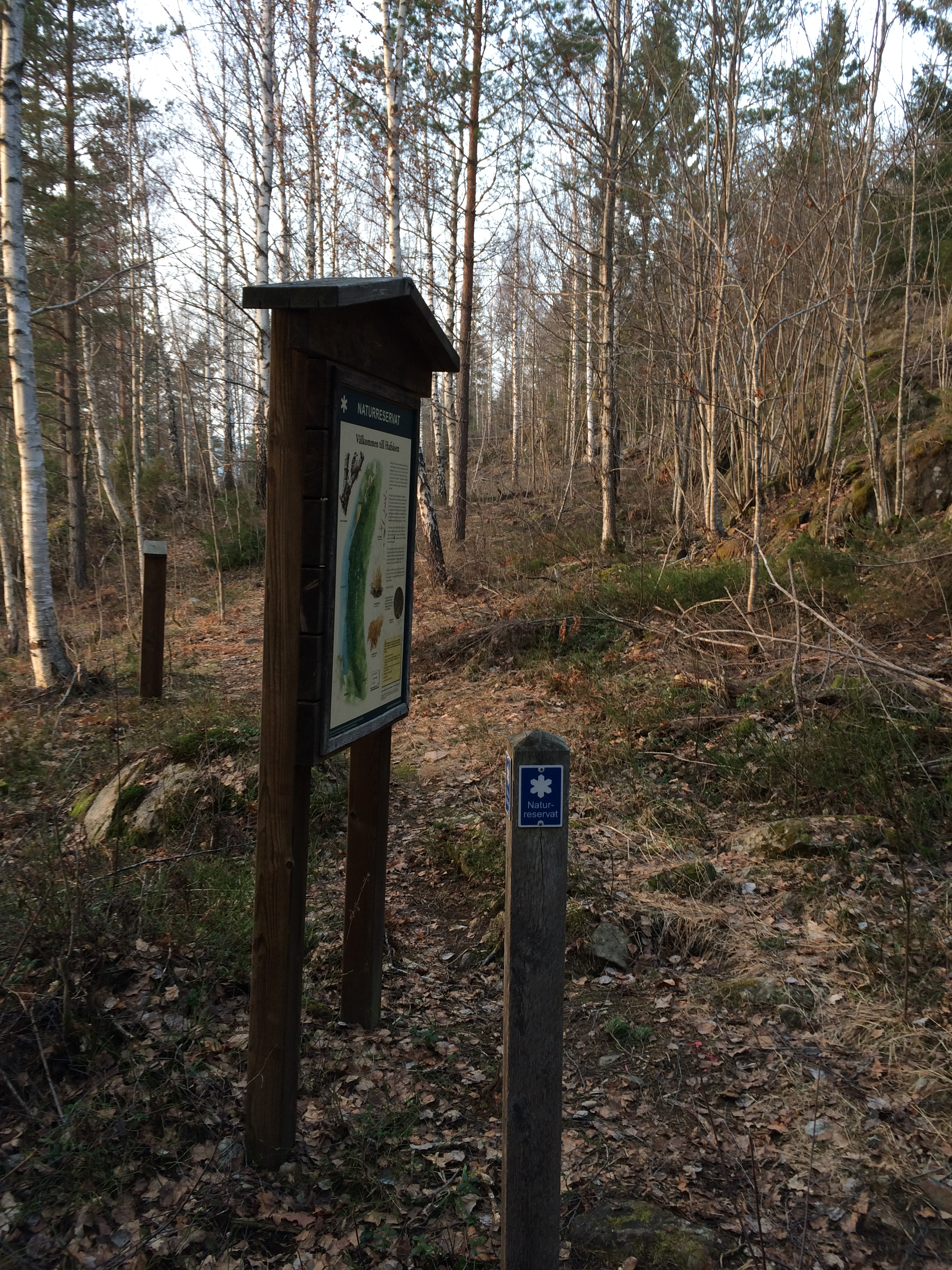
Södra entrén till naturreservatet.

Hafsåsen är ett naturreservat i Åmåls kommun i Västra Götalands län.
Reservatet ligger strax norr om Fengersfors och består av branta skogklädda sluttningar ner mot Knarrbysjöns östra strand. Området är avsatt som skyddat område sedan 2007 och omfattar 50 hektar. På västra sidan av sjön ligger Grimshedens naturreservat.
Området sluttar brant i avsatser ner mot Knarrbysjön i väster. Här finns rasbranter, raviner, bäckar och döda träd.
Denna västbrant utgörs till stor del av äldre örtrik granskog med inslag av asp, ask, lönn och lind samt kärlväxter som svart trolldruva, tandrot, knärot och gräset skogssvingel. Den mest skydsvärda av de många sällsynta arterna i reservatet är mossan pepparporella. Andra ovanliga arter är trubbfjädermossa, långfliksmossa, bårdlav, skinnlav och korallblylav. Bland svamparter märks kandelabersvamp, fyrflikig jordstjärna och vedticka. I den södra delen av reservatet där trädskiktet är glesare växer blodhäva, kungsmynta och röd skogslilja.
Den högsta delen av åsen utgörs av mer avrundade bergsryggar med en mager tallskog på tunnare jordar och hällmarker. De många döda och döende lövträden i branten är en bra miljö för vitryggig hackspett.
I norra delen av reservatet leder en stig till lämningar av en silvergruva från 1700-talet.
Naturreservatet förvaltas av Västkuststiftelsen.